# Ортодонтия
Ортодо́нтия (от греч. ορθός — «прямой; правильный» и οδόντι — «зуб») — раздел стоматологии, занимающийся изучением этиологии, диагностики, методов профилактики и лечения зубо-челюстных аномалий. Преимущественным объектом вмешательств в ортодонтии является жевательно-речевой аппарат детей и подростков. Однако у детей поле деятельности ортодонтологии выходит за пределы лицевого скелета и непосредственно полости рта. Предметом рассмотрения ортодонтии являются нарушения, возникающие в процессе формирования жевательно-речевого аппарата. Ортодонтия не занимается деформациями, то есть повреждениями, возникшими в результате травмы или болезни, корректируя только аномалии развития, например, генетически обусловленные дефекты. Коррекцией деформаций занимается ортопедическая стоматология.
Взрослая ортодонтия занимается деформациями, возникшими в результате потери зубов, возрастных изменений и заболеваний пародонта. Современная стоматология часто не может оказать квалифицированную помощь без ортодонтической подготовки.

## История
Первые упоминания о попытках исправления положения зубов встречаются ещё в трудах Гиппократа. До Нового времени труды античных исследователей не получили должного развития, и только в 1728 году Пьер Фошар  опубликовал книгу «Хирург-дантист, или трактат о зубах», в которой одна из глав была полностью посвящена проблемам выравнивания зубов.
В 1850-х годах начинается становление ортодонтии как отдельной области стоматологии. Основоположником этого направления считается Норман Кингсли (Dr. Norman Kingsley). Он был первым, кто применил внеротовую тягу для коррекции протрузии зубов. В то время основное внимание уделялось коррекции лицевых пропорций, удаление зубов по ортопедическим показаниям не проводилось. В 1880 году Норманом Кингсли была написана книга «Трактат о зубных аномалиях» («Treatise on Oral Deformities»).
Также одним из основоположников ортодонтии является Фаррар (J. N. Farrar), который впервые предложил для лечения в ортодонтии применение умеренных сил в течение длительного времени.
В 1890-е годах начались исследования проблем замены отсутствующих зубов протезами и коррекции прикуса. Эдвард Энгль (Dr. Edward Angle) опубликовал в те годы работы по классификации нарушений прикуса.
В 1900—1901 годах Эдвард Энгль и 12 его коллег создали объединение стоматологов, занимавшихся ортодонтией, из которого впоследствии развилась Американская ассоциация ортодонтов (American Association of Orthodontists).
В 1930-х годах в США происходит бурное развитие эстетической стоматологии. Широкое распространение получает удаление зубов с целью обеспечение более длительной качественной окклюзии. Всё больше стоматологических вмешательств стало проводиться по эстетическим, а не по медицинским показаниям.
В 1940-х появляется метод цефалометрии, расширяются знания стоматологов и о влиянии взаиморасположения и размеров костей черепа на формирование прикуса. Появляются новые методы лечения, направленные на изменение этих соотношений и исправление тем самым дефектов ротового аппарата. Рост костных структур искажается, замедляется или стимулируется в зависимости от требуемого результата.
В конце XX века появление новых материалов, обладающих памятью формы, позволило создать более совершенные и эффективные корректирующие аппараты. В XXI веке усилия ортодонтов направлены на создание максимально незаметных корректирующих аппаратов.

## Ортодонтия в России
В России ортодонтия получила широкое распространение относительно недавно, в конце 20 века; в советское время ортодонтическое лечение осуществлялось преимущественно по медицинским показаниям, после распада СССР всё большее число операций в ортодонтии стало осуществляться с эстетической целью. В настоящее время для осуществления ортодонтических манипуляций необходимо иметь диплом об окончании стоматологического факультета какого-либо вуза и ординатуру по ортодонтии.

## Изучаемые вопросы
Основным вопросом, рассматриваемым ортодонтией, является коррекция различных зубочелюстных аномалий.

### Этиология и патогенез зубочелюстных аномалий
Развитие жевательно-ротового аппарата — длительный и сложный физиологический процесс. Он начинается с пятой недели эмбрионального развития плода и завершается в 18—20 лет с формированием постоянного прикуса. С точки зрения этиопатогенеза весь период развития можно разделить на 2 части.
- Внутриутробный. Во внутриутробном периоде развитие зависит от организма матери и генетической предрасположенности, воздействие внешних факторов минимально.
- Постнатальный. На первое место в развитии аномалий выходят факторы внешней среды, которые в той или иной степени влияют на проявления генетической предрасположенности.

### Классификация зубочелюстных аномалий
Существует множество классификаций аномалий, изучаемых в ортодонтии. В России наиболее распространена классификация ВОЗ (1975 г.)
I. Аномалии величины челюстей
- Макрогнатия (верхняя, нижняя, комбинированная)
- Микрогнатия (верхняя, нижняя, комбинированная)
- Асимметрия

II. Аномалии положения челюстей в черепе
- Прогнатия (верхняя, нижняя)
- Ретрогнатия (верхняя, нижняя)
- Асимметрия
- Наклоны челюстей

III. Аномалии соотношения зубных дуг
- Дистальный прикус
- Мезиальный прикус
- Чрезмерное резцовое перекрытие (горизонтальное, вертикальное)
- Глубокий прикус
- Открытый прикус (передний, боковой)
- Перекрёстный прикус (односторонний — двух типов; двусторонний — двух типов)

IV. Аномалии формы и величины зубных дуг
- аномалии формы

- Суженная зубная дуга (симметричная, или U-образная,V-образная, О-образная, седловидная; асимметричная)
- Уплощенная в переднем отделе (трапециевидная) зубная дуга

- аномалии размеров

- Увеличенная дуга
- Уменьшенная дуга

V. Аномалии отдельных зубов
- Нарушение числа зубов (адентия, гиподентия, гиперодентия)
- Аномалии размеров и формы зубов (макродентия, микродентия, слившиеся зубы, конические или шиловидные зубы)
- Нарушения формирования зубов и их структуры (гипоплазия, дисплазия эмали, дентина)
- Нарушения прорезывания зубов (ретенированные зубы, сохранившиеся молочные зубы)
- Дистопия или наклоны отдельных зубов (вестибулярные, оральные, мезиальные, дистальные, высокое, низкое положение; диастема, тремы; транспозиция; тортоаномалии; тесное положение)

## Виды перемещения и силы, применяемые в ортодонтии
Задачами ортодонтии являются нормализация формы и размеров зубных рядов, коррекция роста и развития апикальных базисов челюстей, челюстных костей, нормализация окклюзии и создание оптимального динамического соотношения приводящих и отводящих мышц. Конечной целью ортодонтии является улучшение эстетики лица и обеспечение идеальной окклюзии. Зачастую для достижения этих целей приходится перемещать один или несколько зубов в сагитальном, вертикальном, трансверсальном направлениях или сразу в нескольким направлениях одновременно. В трансверсальном зубные ряды расширяют или сужают. В сагиттальном направлении зубы перемещают мезиально или дистально. В вертикальном направлении производится удлинение (зуб выдвигается из челюсти) или укорочение (зуб погружается в челюсть). Также выделяют поворот зуба вокруг своей оси (торсия).
Выделяют два вида перемещения зубов — корпусное и наклонно-вращательное. Корпусное перемещение подразумевает одновременное перемещение коронки и корня зуба в одном направлении, то есть коронка и корень зуба перемещаются на одинаковое расстояние. Наклонно-вращательное перемещение зуба подразумевает перемещение коронки зуба и корня на разное расстояние. Силы, прилагаемые к корню и коронке, различны.
Ортодонтическое лечение основано на передаче силы на зубы, зубные ряды, челюстные кости и лицевой скелет в целом. При этом рассматривается 3 основных компонента.
1. Действующая сила
2. Точка приложения действующей силы
3. Опора

В ортодонтии используются механически действующие, функционально направляющие силы. Механическая сила может быть первичной и вторичной, она приводит к непосредственным структурным изменениям.
Для коррекции аномалий в качестве действующей силы часто применяется резиновая тяга. В зависимости от места приложения действующей силы выделяют три вида резиновой тяги. Данное воздействие относится к первичным внутриротовым силам.
1. Используется вдоль одного зубного ряда, позволяет перемещать зубы дистально и мезиально по зубному ряду.
2. Межчелюстная тяга, когда верхний зубной ряд смещается дистально, нижний мезиально.
3. Межчелюстная тяга, когда верхний зубной ряд смещается мезиально, нижний дистально.

Достаточно часто возникает потребность в сочетании этих видов воздействия.
Также для коррекции аномалий применяются внеротовые вторичные механические силы. Внеротовые силы формируются при использовании лицевых дуг и подбородочных пращей. Точка опоры находится вне ротовой полости, и такие методы воздействия, помимо перемещения зубов, позволяют воздействовать на костный скелет черепа.
В среднем необходимы следующие усилия для перемещения зубов.
- Наклонно-вращательное перемещение однокоренного зуба 50—70 гс.
- Корпусное перемещение однокоренного зуба 70—90 гс.
- Корпусное перемещение многокоренного зуба 90—150 гс.
- Для движения корня зуба («торка») 150 гс.
- Для экструзии зуба 25 гс.

С учётом того, что воздействие этих сил может иметь не только положительный, но и отрицательный результат, существенное значение имеет выбор силы воздействия. В настоящее время отдаётся предпочтения длительно действующим средним и слабым силам.

## Методы диагностики

### Клинические
К клиническим методам относятся сбор анамнеза, осмотр ротовой полости, пальпация, перкуссия, зондирование, аускультация. Эти методы не требуют специализированного оборудования и дорогостоящих манипуляций, но без них невозможно определить, какие из инструментальных, специализированных методов диагностики показаны больному..
При сборе анамнеза ортодонт собирает следующие данные.
- Характер протекания беременности.
- Количество родов.
- Вес ребёнка при рождении.
- Тип вскармливания.
- Перенесённые ребёнком заболевания.
- Время прорезания молочных зубов.
- Время их потери; причины — при преждевременной потере.
- Возраст, когда ребёнок начал ходить и говорить.
- Тип дыхания (ротовое, носовое).
- Наличие вредных привычек (сосание пальца, инородных твёрдых предметов, обгрызание ногтей)
- Способ сглатывания слюны.
- Проводилось ли ортодонтическое лечении ранее, если проводилось — то какое.

При осмотре врач обращает внимание на следующие особенности больного.
- Физическое развитие
- Форму рук
- Форму головы.
- Выраженность носогубных и подбородочных складок
- Сглаженность контуров лица
- Зияние ротовой щели
- Выстояние альвеолярной части, губ и подбородка
- Укорочение нижней части лица
- Асимметрии лица

При пальпации исследуются как мягкие ткани, так и костно-суставная система. Врачом рассматриваются следующие моменты.
- Определяются мышечный тонус губ и толщина их мягких тканей.
- Проводится пальпация височно-нижнечелюстных суставов и наружных слуховых проходов. Обращается внимание на наличие щелчков, болезненности, деформации при изменении движении или надавливании.
- Затем исследуется полость рта. Оценивается слизистая оболочка, мягкое и твёрдое нёбо, язык и его подвижность, форма и структура челюстей, количество и взаиморасположение зубов, наличие болезненности и деформаций.

### Параклинические
После завершения клинического обследования для уточнения диагноза ортодонт прибегает к инструментальным методам исследования. К ним относятся:
- Изучение диагностических моделей челюстей
- Изучение фотографий зубов и лица
- Изучение формы зубных рядов с помощью симметроскопии
- Цефалометрия (Телерентгенография или ТРГ)
- Электромиотонометрия
- Рентгенологические методы обследования
- МРТ височно нижнечелюстного сустава

Совокупность параклинических методов позволяет точно установить локализацию и величину аномалий и определиться с тактикой их лечения.
К рентгенологическим методам исследования относятся ортопантомограмма, или панорамный снимок, и телерентгенограмма боковая и фасная.
Панорамный снимок позволяет определить состояние пародонта зубов, подлежащих перемещению, наличие и количество зачатков зубов, степень формирования или рассасывания корней зубов. Фасная телерентгенограмма позволяет определить асимметрию челюстных костей в трансверзальном (поперечном) направлении, боковая телерентгенограмма дает возможность ортодонтам оценить недоразвитие или чрезмерное развитие абсолютных размеров верхней и нижней челюсти, их положение (переднее или заднее) относительно мозговой части черепа, направление роста челюстей(вертикальный или горизонтальный), углы наклона резцов относительно основания челюстей (протрузия или ретрузия, то есть вперед или назад), межрезцовый угол,,уменьшение показателя которого резко сокращает показания лечению без удаления отдельных зубов. Все вышеперечисленные данные сравниваются со статистически проверенными данными нормы и позволяют грамотно спланировать ортодонтическое лечение.

## Методы лечения
В настоящее время большинство ортодонтов придерживаются мнения о необходимости начала коррекции аномалий ещё с момента начала роста молочных зубов. Это связано с тем, что наиболее раннее начало коррекции в детском возрасте обладает наиболее длительным эффектом, и за счёт быстрого роста костных структур и большей эластичности тканей может быть проведено в более короткие сроки. Эффективность ортодонтии ограничена возрастом больного и характером аномалии. Так, ортодонтия может эффективно изменять взаиморасположение зубов и зубных рядов, но не способна эффективно влиять на аномалии развития челюстей и лицевого скелета.
В ортодонтии применяются следующие методы лечения:
- Аппаратурный
- Аппаратурно-хирургический
- Хирургический
- Функциональный (лечебная гимнастика и т. п.)

Лечение состоит из 2-х этапов: активного и ретенционного. При активном производится непосредственное устранение аномалии. При ретенционном осуществляется закрепление полученного результата с целью обеспечения стойкой ремиссии после снятия аппаратов. Аппараты зачастую могут приводить к повреждению зубной эмали и пародонта и впоследствии вызывать различные болезни зубов. Для профилактики таких осложнений важно своевременно производить замену аппаратов и точно рассчитывать необходимую действующую силу.

## Ортодонтические аппараты
Аппараты в ортодонтии разделяются по точкам опоры и по способам воздействия. Выделяют следующие группы аппаратов.
- Аппараты механического действия (активные) Брекет-системы, ретейнеры.

- Несъёмные аппараты механического действия.
- Съёмные аппараты механического действия.

- Аппараты функционального действия (пассивные)

- Несъёмные аппараты функционального действия.
- Съёмные аппараты функционального действия.

- Аппараты комбинированного действия.

Согласно проведённым исследованиям, ортодонтические приспособления способны создавать артефакты на МРТ-изображениях, например, в виде искажений интенсивности сигнала или изображения полости без анатомической основы в плоскости.

## Компьютерные системы
В ортодонтии нашли применение системы компьютерной диагностики и трёхмерного моделирования прикуса.